# José Armando López Falcón
José Armando López Falcón (Havanna, 1950. február 8. –) kubai kiképzett űrhajós. Az Interkozmosz a Szovjetunió és kelet-európai országok, illetve további országok közös űrkutatási programja.

## Életpálya
1967-től a kubai légierő tiszti rendfokozatú pilótája. 1978-1980-ban diplomázott a moszkvai Katonai Akadémián. 1979-1980-as években részesült űrhajóskiképzésben. Űrhajós pályafutását 1980-ban fejezte be.

## Tartalék személyzet
Szojuz–38 – tartalék kutató-pilóta. Az űrhajó szállította Arnaldo Tamayo Méndez kutató-pilótát a Szaljut–6 fedélzetére.